# Acer hilaense
Espèce
Statut de conservation UICN

PEWB1ab(iii)+2ab(iii) : Peut-être éteint à l'état sauvage
Acer hilaense ou Erable du Hile est une espèce végétale de la famille des Aceraceae. Cet érable pouvant mesurer 10m de haut, pousse dans la province du Yunnan entre une altitude de 1200m et 2500m.

## Menacé
Selon UICN, cette espèce serait peut-être éteinte à l'état sauvage, s'il y a encore des individus qui vivent dans la nature, on ne connait pas leur nombre.